# غلمان بيير
غلمان بيير (بالفرنسية: Golman Pierre)‏ هو لاعب كرة قدم هايتي في مركز الهجوم، ولد في 21 فبراير 1971 في هايتي. شارك مع منتخب هايتي لكرة القدم. أما مع النوادي، فقد لعب مع Football Inter Club Association ‏.

## وصلات خارجية
- غلمان بيير على موقع الاتحاد الدولي (مؤرشف)  (الإنجليزية)
- غلمان بيير على موقع قاعدة بيانات كرة القدم.إي يو (الإنجليزية)
- غلمان بيير على موقع قاعدة بيانات كرة القدم.إي يو (الإنجليزية)
- غلمان بيير على موقع ناشيونال فوتبول تيمز (الإنجليزية)